# Realna unija
Realna unija je veza više država koje imaju zajedničkog vladara. Ona može nastati sklapanjem međunarodnog ugovora među državama koje ulaze u realnu uniju ili ustavnom transformacijom neke države. Razlika prema personalnoj uniji je u stalnosti veze prema osobi vladara, pa zato dolazi i do nekih zajedničkih poslova. Realna unija je, za razliku od personalne, čvršći oblik povezivanja država. Taj oblik složene države pripada prošlosti i danas ga nije moguće sresti.
Države realne unije redovito nastupaju prema van kao jedan pravni subjekt u međunarodnim odnosima, ali su to ipak odijeljene međunarodne jedinice. U realnoj uniji, osim vanjskih poslova, i neki drugi poslovi mogu biti ugovorom preneseni na uniju (najčešće vojska).
Obilježja realnih unija su prema tome:
1. zajednički vladar (monarh), jer su se unije povijesno javljale kao monarhijske zajednice
2. u međunarodnim odnosima istupa kao jedinstven međunarodnopravni subjekt (pojednostavljeno: djeluje kao jedna država, ako ima zajedniče vanjskopolitičke funkcije)
3. zajedničke funkcije članice realne unije ostvarile su na osnovi međunarodnog ugovora
4. članice realne unije samostalno obavljaju svoje vlastite funkcije (prvenstveno zakonodavstvo, sudstvo i uprava). Međutim, neka pitanja mogu rješavati jednoobrazno, ali na temelju zajedničkog sporazuma.

Primjeri realnih unija u povijesti su:
- Švedska i Norveška od 1814. do 1905.
- Danska i Island od 1918. do 1940. (1944.)
- Austro-Ugarska Monarhija od 1867. do 1918.